# La tigresa blanca
La Tigresa Blanca es un libro escrito por Jade Lee perteneciente a una serie de libros conocido como Tigresas, la cual cuenta con tres libros, siendo La Tigresa Blanca el primero de ellos.

## Argumento
Lydia Smith es una joven inglesa que decide irse a vivir a China para hacer una nueva vida. Cuando llega a Shanghái es raptada y esclavizada para ser vendida a un hombre chino muy rico llamado Ru «El Dragon» Shu, quien es bastante conocido por ser un hombre de una gran virilidad, quien no la quiere por su virginidad, sino por su Yin.
Cuando ella se da cuenta de esto, cae en la cuenta de que la única salida que le queda es consentirlo, por lo que decide dejarse llevar, permitirle que le dé placer y que le enseñe el arte de la seducción hasta el momento de que sea liberada o que consiga escapar, un camino repleto de peligros, y también de recompensa.

## Críticas al libro
Se ha dicho que el libro puede llegar a parecer muy frío al tratar este tema, pero también coinciden en decir que es una manera bastante innovadora de abarcar el tema, ya que presenta otro punto de vista sobre una novela romántica.